# Super Mario Bros. Deluxe
Super Mario Bros. Deluxe (яп. スーパーマリオブラザーズデラックス су:па: марио бурадза:дзу дэраккусу, также известна как Super Mario Bros. DX) — компьютерная игра, разработанная и изданная компанией Nintendo для портативной приставки Game Boy Color. Представляет собой порт игры Super Mario Bros., выпущенной в 1985 году для Nintendo Entertainment System (NES), и её японского сиквела 1986 года, Super Mario Bros.: The Lost Levels. Представлены также некоторые нововведения, такие как соревновательный режим для одного или двух игроков, режим испытаний на некоторых уровнях и различные коллекционные предметы, часть из которых можно распечатать с помощью устройства Game Boy Printer.
После релиза Super Mario Bros. Deluxe была высоко оценена критиками, которые назвали её достойной адаптацией Super Mario Bros. для Game Boy Color. Похвалы удостоились дополнительные режимы игры и особенности, однако критике подвергся геймплей на экране меньшего по сравнению с версией для NES размера. В ретроспективных обзорах Deluxe называли одной из лучших игр для системы Game Boy. Она также была коммерчески успешной, продержавшись два года в чартах продаж и став одной из самых продаваемых игр в 2000 году.

## Игровой процесс
Deluxe представляет собой платформер, практически идентичный оригиналу. Игрок, управляя Марио или Луиджи, проходит 32 уровня из Super Mario Bros., которая тут называется Original 1985. Игра сохраняет пиксельную графику оригинала, но имеет более низкое разрешение экрана для совместимости с системой Game Boy Color. Это изменение отражено в том, что игрок может с помощью вертикальных кнопок со стрелками поднимать или опускать камеру. Также в игре можно в любое время сохранить свой прогресс.

### Нововведения

В режиме испытаний уровни заканчиваются подсчётом очков игрока и собранных им предметов

В игре представлен режим испытаний, позволяющий игроку перепроходить уровни с целью получения большего числа очков и сбора предметов, таких как пять красных монет и спрятанное яйцо с Йоши. Когда игрок выбирает уровень, на прохождение ему даётся всего одна попытка. По завершении уровня Тоад показывает рейтинг, основанный на том, набрал ли игрок нужное число очков и нашёл ли он все пять красных монет и Йоши. В режиме Versus двое игроков, используя свои Game Boy Color, соединённые с помощью Game Link Cable, бегут наперегонки до конца уровня. В этом режиме на уровнях появляются исчезающие блоки, с помощью которых игрок имеет возможность скрыть или открыть препятствия. Присутствует схожий режим для однопользовательской игры под названием «Ты против Бу» (англ. You vs. Boo), в котором игрок бежит наперегонки с Бу. В этом режиме по завершении уровня скорость Бу увеличивается в зависимости от лучшего времени игрока.
Выполнив несколько заданий, игрок может открыть некоторые особенности и коллекционные предметы. Основная особенность игры в том, что когда в оригинальном режиме будет набрано минимум 300 000 очков, появится возможность сыграть в Super Mario Bros. 2. Другие разблокируемые секреты находятся во вкладке под названием «Ящик с игрушками». Среди них есть календарь с 1999 по 2999 год, в котором игрок может делать пометки; прорицатель, дающий выбрать одну из пяти карт, которые повлияют на игру — так, впервые вытянув «очень счастливую карту», игрок на следующем уровне получит дополнительные жизни, количество которых может доходить до десяти, а из-за карты с панцирем купы игрок получает меньше очков, чем обычно; и йошиискатель (англ. Yoshi Finder), который в режиме испытаний появляется на случайных уровнях и указывает на местонахождение Йоши. По мере прохождения игрок получает награды, картинки и плакаты, которые потом сможет распечатать с помощью Game Boy Printer.

## Разработка и выход
Созданием Super Mario Bros. Deluxe занималась небольшая команда разработчиков Nintendo Research & Development 2, занимавшаяся созданием периферийных устройств и ПО, под руководством Тосиаки Судзуки. Deluxe стала дебютной игрой Судзуки как геймдиректора. Изначально Nintendo обратилась к нему с просьбой адаптировать Super Mario Bros. и The Legend of Zelda: Link’s Awakening для Game Boy Color с добавлением новых элементов. Разработчики тесно сотрудничали с Сигэру Миямото и Тосихико Накаго, дизайнером и программистом оригинальной игры соответственно. По словам Судзуки, разработка проходила легко, поскольку он верил, что игра будет приятной и коммерчески успешной. Ещё до выхода Game Boy Color разработчики создали прототип Deluxe, состоящий из одного уровня. Будучи одной из первых игр для консоли, Deluxe также стала первой полноцветной игрой в серии Mario, выпущенной на портативных системах. 10 мая 1999 года состоялся релиз в Северной Америке, а в декабре того же года — в Великобритании. В Японии Deluxe не удостоилась коммерческого релиза, однако с 1 марта 2000 года распространялась эксклюзивно в магазинах сети Lawson в киосках Nintendo Power, где покупатели могли скопировать игру на карту памяти. В 2014 году игра вышла в цифровом формате на консоли Nintendo 3DS посредством сервиса Virtual Console.

## Восприятие

### Продажи
После релиза в США Deluxe разошлась тиражом в 2,8 млн копий. По данным NPD Group, в 2000 году Deluxe оказалась на четырнадцатом месте в списке самых продаваемых игр на всех платформах. В июне 1999 года в еженедельном чарте продаж игр на портативных консолях она заняла третье место и оставалась в этом списке вплоть до 2001 года.

### Отзывы критиков
| Сводный рейтинг       | Сводный рейтинг | Сводный рейтинг |
| Издание               | Оценка          | Оценка          |
| Издание               | 3DS             | GBC             |
| --------------------- | --------------- | --------------- |
| GameRankings          | N/A             | 92,63 %         |
| Иноязычные издания    |                 |                 |
| Издание               | Оценка          | Оценка          |
| Издание               | 3DS             | GBC             |
| AllGame               | N/A             | 4,5/5           |
| CVG                   | N/A             | 4/5             |
| EGM                   | N/A             | 8,75/10         |
| Game Informer         | N/A             | 9,25/10         |
| GameSpot              | N/A             | 9,9/10          |
| IGN                   | N/A             | 10/10           |
| Nintendo Life         | 6/10            | 10/10           |
| Nintendo World Report | 9/10            | N/A             |

После выхода Deluxe получила положительные отзывы. Её рейтинг на агрегаторе GameRankings составил 92,63 %.
Критики положительно оценили новые режимы и особенности игры. Журналист GameSpot Кэмерон Дэвис описывает её как «убойное приложение» для Game Boy Color и пишет, что Nintendo «сделала всё возможное», чтобы дать игрокам награды и «крутые развлечения». Electronic Gaming Monthly отметил, что новые режимы и бонусы добавляют игре «сложности» и «множество возможностей для перепрохождения», особенно похвалив режим для двух игроков. Крейг Харрис из IGN похвалил возможность сохранять прогресс, разблокируемые предметы и секреты. Режиму Versus он уделил особое внимание, описав его как «отличное использование» оригинального движка, «ради которого стоит купить ещё один картридж». Журналист Planet Game Boy Мартин Киттс сказал, что дополнительные режимы игры «под завязку забиты» контентом, и назвал её, «вероятно, самым полным изданием для Game Boy из всех». Многим критикам также понравилось решение включить в проект The Lost Levels.
Кроме того, похвалы удостоились точность и качество порта Super Mario Bros. Обозреватель Allgame Колин Уильямсон назвал игру «точной копией» графики и музыки оригинала, отметив «яркий» и «красочный» дисплей экрана Game Boy. Крейг Харрис, отметив «идеальное переложение» графики, назвал игру «особенной для специфики Game Boy Color» и выразил надежду на то, что она начнёт «революцию переноса игр NES на портативные устройства». Computer and Video Games также отмечает, что в игру «приятно играть» и от оригинальной версии она не отличается. Кэмерон Дэвис назвал её «такой же идеальной» версией Mario Bros., положительно отзываясь о сохранении «каждого секрета, бонуса, бага и трубы» и о том факте, что в отношении графики не было допущено «никаких компромиссов». «Возможно, дело в наших смутных воспоминаниях о 80-х, но на наш взгляд, на Game Boy Color цвета выглядят гораздо более насыщенными», — пишет Nintendo Life в обзоре версии для Nintendo 3DS.
Некоторые обозреватели обратили внимание на меньший по сравнению с версией для NES размер экрана Game Boy Color. Колин Уильямсон написал, что при прыжке экран регулируется и это является «большой проблемой» при столкновении с вертикальными платформами и такими врагами, как лакиту. Electronic Gaming Monthly обратил внимание на «небольшие проблемы», связанные с вертикальной прокруткой, ограничивавшей поле зрения. По мнению Кэмерона Дэвиса, проблемы с камерой являются компромиссом для сохранения графики игры, и такой шаг «раздражает, но он лучше, чем любая альтернатива».

### Ретроспективные отзывы
Многие критики в своих ретроспективных обзорах называли Deluxe одной из лучших игр для Game Boy благодаря тому, как она улучшила оригинальную Super Mario Bros. Так, обозреватель USGamer Джереми Пэриш назвал её «глобальной перестройкой», добавившей в игру «заметное множество» новых деталей. Крис Скаллион из Official Nintendo Magazine также назвал Deluxe «окончательной версией» оригинала, превосходящей его по качеству. Журналист GameSpot Дэррин Бонтхейс описал игру как «вневременную» и одну из лучших для портативных консолей благодаря «тоннам нового контента, делающим её совершенно новым проектом». Обозреватель сайта GamesRadar Грэм Мейсон также отметил, что Deluxe — одна из лучших игр для Game Boy Color и «практически идеальная копия» оригинала с дополнительным контентом, который «стоит своих денег». Журналист Digital Trends Гейб Гурвин поместил проект на одиннадцатое место в списке лучших игр для консоли и заявил, что благодаря цветному изображению графика «оживает» и что игра «точно понравится новичкам». Гэвин Лейн из Nintendo Life в своём списке лучших игр для Game Boy Color также поставил Deluxe на одиннадцатое место, назвав её «особенной» и предлагающей «отличную версию оригинала»; при этом он отметил, что новый контент компенсирует «уменьшенный обзор» на маленьком экране. Журналистка Retro Gamer Эшли Дэй поставила проект на третье место в списке лучших и назвала его «непревзойдённым», идеальной новой версией Super Mario Bros. и одной из первых игр для Game Boy Color, «использовавшей всю мощь» консоли. Описывая Super Mario Bros. как четвёртую лучшую игру о Марио в истории, журналист Eurogamer Крис Тапселл отметил, что Deluxe достойна «особого упоминания» благодаря своим дополнениям к оригинальной игре, в том числе режимам испытаний и карте мира; обозреватель назвал её лучшей версией по сравнению с оригиналом.